# Anastrangalia renardi
Anastrangalia renardi là một loài bọ cánh cứng trong họ Cerambycidae.